# Arthrobacter
Arthrobacter es un género de bacterias comúnmente encontradas en el suelo. Todas las especies de este género son bacterias Gram-positivas, aerobias obligadas y con forma de bacilo durante la fase de crecimiento exponencial y de coco durante la fase estacionaria. Los cocos son resistentes a la desecación y a la falta de nutrientes. El género se distingue por su inusual hábito de "snapping division" en la que la pared celular exterior se rompe por una juntura (de aquí su nombre), de tal forma que los bacilos se rompen en cocos. Bajo el microscopio estas células en división aparecen con forma de "V". Otra característica notable es la utilización de 2-piridona como única fuente de carbono.